# Erling Lunde
Erling Lunde (19 febbraio 1902 – 28 luglio 1982) è stato un calciatore norvegese, di ruolo difensore.

## Carriera

### Club
Lunde giocò con la maglia dell'Odd.

### Nazionale
Conta 2 presenze per la Norvegia. Esordì il 29 maggio 1927, schierato in campo nella sfida persa per 0-1 contro la Danimarca.

## Palmarès

### Club

#### Competizioni nazionali
- Coppa di Norvegia: 2

Odd: 1924, 1926